# Municipio de Harrison (condado de Knox, Indiana)
El municipio de Harrison (en inglés: Harrison Township) es un municipio ubicado en el condado de Knox en el estado estadounidense de Indiana. En el año 2010 tenía una población de 1916 habitantes y una densidad poblacional de 9,21 personas por km².

## Geografía
El municipio de Harrison se encuentra ubicado en las coordenadas 38°34′38″N 87°21′24″O / 38.57722, -87.35667. Según la Oficina del Censo de los Estados Unidos, el municipio tiene una superficie total de 208.13 km², de la cual 204.89 km² corresponden a tierra firme y (1.56%) 3.24 km² es agua.

## Demografía
Según el censo de 2010, había 1916 personas residiendo en el municipio de Harrison. La densidad de población era de 9,21 hab./km². De los 1916 habitantes, el municipio de Harrison estaba compuesto por el 98.75% blancos, el 0.31% eran afroamericanos, el 0.05% eran amerindios, el 0.05% eran asiáticos, el 0.16% eran isleños del Pacífico, el 0.21% eran de otras razas y el 0.47% pertenecían a dos o más razas. Del total de la población el 0.52% eran hispanos o latinos de cualquier raza.